# Тодоровський Валерій Петрович
Валерій Петрович Тодоровський (* 8 травня 1962, Одеса, УРСР, СРСР) — радянський і російський сценарист, кінорежисер, продюсер, актор. Лауреат ряду вітчизняних та міжнародних кінопремій і кінофестивалів. Син радянського кінорежисера та актора Петра Тодоровського.

## Життєпис
Народився в родині кінорежисера П. Ю. Тодоровського. Закінчив сценарний факультет Всесоюзного державного інституту кінематографії (1984).

## Громадянська позиція
У 2018 підтримав звернення Європейської кіноакадемії на захист ув'язненого у Росії українського режисера Олега Сенцова.

## Фільмографія
Сценарист:
- «Двійник»/«Dubultnieks» (1986, у спіавт.)
- «Бич Божий» (1988, у спіавт. з О. Фіалком; к/ст ім. О. Довженка)
- «Гамбрінус» (1990, Одеська кіностудія)
- «Любов» (1991)
- «Морський вовк» (1991, т/ф, 4 а; Одеська кіностудія).
- «Над темною водою» (1992)
- «Країна глухих» (1997, у спіавт.)
- «Стиляги» (2008)
- «Відлига» (2013, у спіавт.)
- «Гіпноз» (2020, у співавт.)
- «Надвоє»/ рос. «Надвое» (2022, телесеріал, у співавт.) та ін.

Режисер-постановник:
- «Катафалк» (1990)
- «Любов» (1991)
- «Підмосковні вечори» (1994)
- «Країна глухих» (1997)
- «Коханець» (2002)
- «Мій зведений брат Франкенштейн» (2004)
- «Лещата» (2007)
- «Стиляги» (2008)
- «Відлига» (2013)
- «Большой» (2017)
- «Одеса» (2019)
- «Гіпноз» (2020)
- «Надвоє»/ рос. «Надвое» (2022, телесеріал) тощо.

Продюсер понад сімдесяти фільмів і серіалів, в числі яких:
- «Кікс» (1991)
- «Любов» (1991)
- «Каменська» (серіал)
- «Тайга. Курс виживання» (телесеріал)
- «Бригада» (2002, телесеріал)
- «Лінії долі» (2003, телесеріал), «Ідіот» (2003, телесеріал)
- «Червона капела» (2004, телесеріал)
- «Майстер і Маргарита» (2005, телесеріал)
- «Поцілунок метелика» (2006)
- «Полювання на піранью» (2006, телесеріал)
- «Лещата» (2007)
- «Стиляги» (2008)
- «Кисень» (2009)
- «Кандагар» (2010)
- «Географ, що пропив глобус» (2013)
- «Піддубний» (2014)
- «Большой» (2017)
- «Гіпноз» (2020)
- «Надвоє»/ рос. «Надвое» (2022, телесеріал) та ін.